# George Armstrong (calciatore)
George Armstrong (Hebburn, 9 agosto 1944 – Hemel Hempstead, 1º novembre 2000) è stato un calciatore e allenatore di calcio inglese, di ruolo centrocampista.

## Caratteristiche tecniche
Giocava da ala.

## Palmarès

### Giocatore

#### Competizioni nazionali
- Campionato inglese: 1

Arsenal: 1970-1971
- Coppa d'Inghilterra: 1

Arsenal: 1970-1971

#### Competizioni internazionali
- Coppa delle Fiere: 1

Arsenal: 1969-1970